# Општина Куза Вода (Калараш)
Куза Вода (рум. Cuza Vodă) општина је у Румунији у округу Калараш.
Oпштина се налази на надморској висини од 18 m.